# Zwarte Sluis (Assenede)
De Zwarte Sluis is een uitwateringssluis bij de tot de Oost-Vlaamse gemeente Assenede behorende buurtschap Holleken.
Aanvankelijk was de Zwarte Sluis, die zo genoemd was omdat hij zwart geteerd was, een dubbele sluis in de Scheurhoekdijk, die de Sint-Albertpolder moest uitwateren op de Vliet. De sluis werd kort na 1612 gebouwd en werd in 1688 overbodig, toen de uitwateringsvaart werd gedempt.
De naam 'Zwarte Sluis' ging toen over op de uitwateringssluis van de Vliet nabij Holleken, waarvan voor het eerst sprake was in 1494, en die zich bevond in de Landdijk.